# Polonais d'Ukraine
La minorité polonaise d'Ukraine compte officiellement environ 144 130 membres (selon le recensement de 2001), dont 21 094 (14,6%) de polonophones. L'histoire de l'implantation polonaise sur le territoire de l'Ukraine actuelle remonte aux années 1030-31. Au Moyen Âge tardif, après l'extinction de la dynastie des Riourikides en 1323, le royaume de Pologne s'est étendu à l'est, incluant en 1340 les terres de Przemyśl, et, en 1366, Kamianets-Podilskyï (Kamieniec Podolski). L'installation de Polonais s'y est accélérée après la signature en 1366 du traité de paix polono-lituanien partageant l'Ukraine entre ces deux puissances.

## Histoire

### Moyen Âge
Au début de l'époque médiévale, le territoire correspondant à la partie occidentale de l'Ukraine actuelle (la Galicie orientale) était connu sous le nom de Ruthénie rouge. Y vivaient des tribus de Slaves occidentaux, les Lendiens. À en croire la Chronique de Nestor, la tribu des Lendziens était d'ethnique léchitique et leur duc Wlodzislav a participé aux négociations entre l'Empire byzantin et la Rous kiévaine. En 981, Vladimir Ier de Kiev conquit les forteresses de la Ruthénie rouge lors de sa campagne contre les Lendziens. Nestor rapporte dans sa chronique que « Vladimir a marché sur les Lyakhs [nom donné en russe aux Polonais] et a pris leurs villes : Peremyshl (Przemyśl), Cherven (moderne Czermno), et d'autres encore, ».
Au siècle suivant, la région fut reprise par Boseslas Ier le vaillant (1018), réenvahie par la Rus' de Kiev en 1031, et de nouveau reconquise par la Pologne en 1069. De 1080 à 1349, cette région fit partie de la Rus' de Kiev ou de son État successeur la principauté de Galicie-Volhynie. Pendant cette période, des colons polonais contribuèrent au développement économique de la région et finirent par constituer un élément important dans les cours des souverains galiciens,.
Après l'extinction de la dynastie des Riourikides et la dissolution du royaume de Galice-Volhynie, la région fut saisie par la Couronne polonaise, ainsi qu'en convenait le traité de paix polono-lituanien signé en 1366 par Casimir III de Pologne avec Liubartas de Lituanie,,. Un archevêché catholique romain fut établi dans l'ancienne capitale galicienne de Halytch en 1375, avant d'être transféré à Lviv en 1412. Les boyards qui refusaient de faire serment d'allégeance au royaume de Pologne furent dépossédés de leurs terres, lesquelles furent accordées à des nobles venus de Pologne. De nombreux colons arrivèrent arrivés en Galice depuis la Petite Pologne ; les nobles polonais reçurent en concession des terres, les paysans polonais s'installèrent dans les campagnes ; tandis que les marchands et artisans polonais, allemands et arméniens s'établissent dans les villes. Avec le temps, la plus grande partie de la noblesse autochtone restante (en particulier les riches propriétaires terriens), ainsi que les habitants des villes, s'assimilent à la culture polonaise, tandis que les paysans polonais s'assimilent à la culture autochtone (proto-ukrainienne).
Sur les terres ukrainiennes plus à l'est, dans la région de Kiev, les premiers Polonais qui s'installèrent étaient des prisonniers de guerre capturés par Iaroslav le Sage au cours de la guerre kiévo-polonaise de 1030-1031 ; les prisonniers polonais s'établirent sur des terres près de Kiev, où ils se firent agriculteurs et s'assimilèrent à la population locale. D'autres colons polonais arrivèrent au XIIe siècle, ce qui entraîna l'établissement d'une mission catholique romaine à Kiev.

### Au sein de la république des Deux Nations

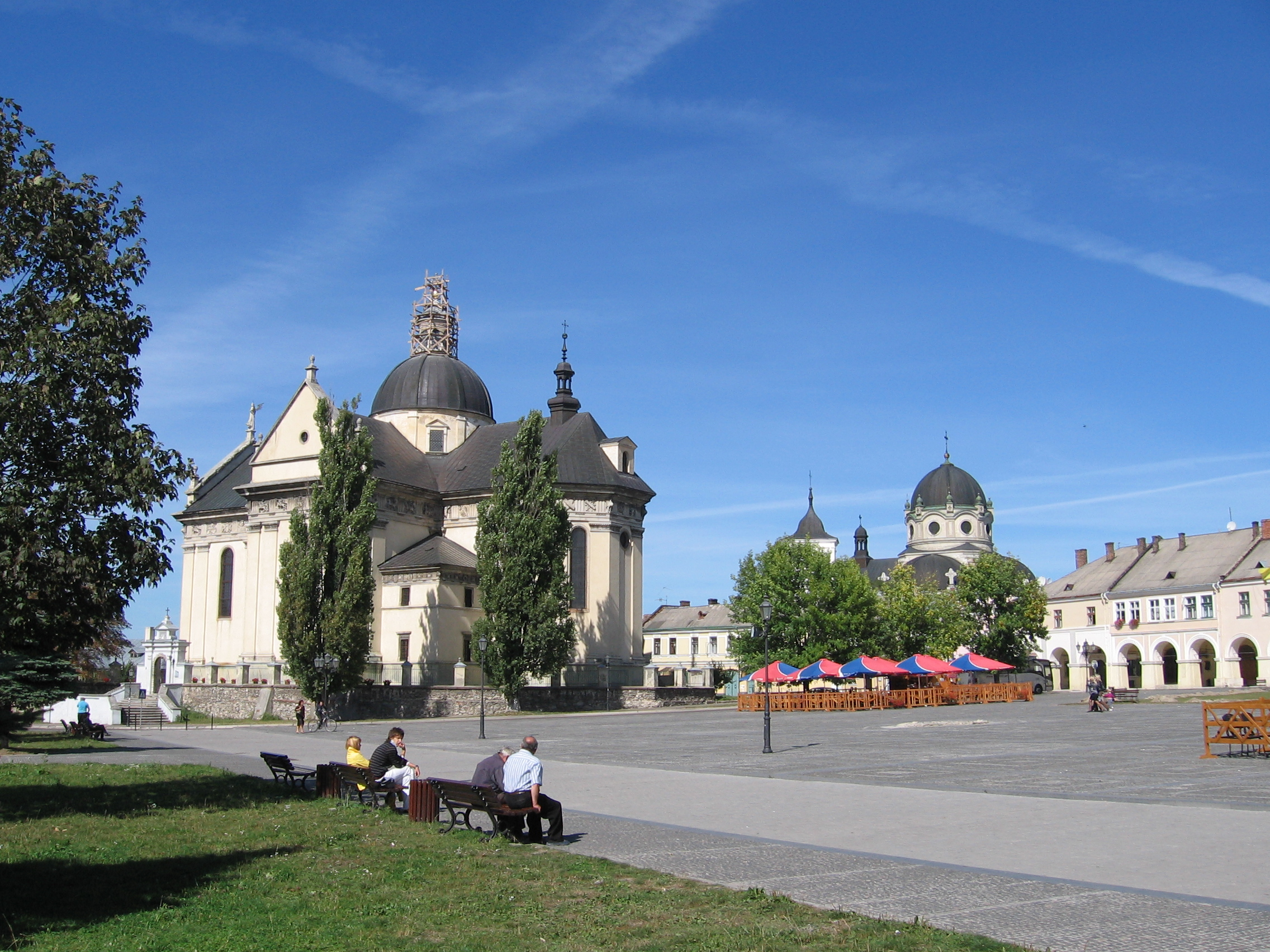
La ville de Jovkva fut fondée au XVIe siècle par le grand hetman Stanisław Żółkiewski.

Pour contrer le dépeuplement de l'Ukraine dû aux raids esclavagistes tatars, les rois polonais, en particulier Étienne Báthory et Sigismond III Vasa, décidèrent aux XVIe et XVIIe siècles de soutenir une entreprise de colonisation polonaise à grande échelle des régions centrales et orientales de l'Ukraine. Les magnats polonais reçurent à cet effet de grandes étendues de terres peu peuplées, tandis que la petite noblesse polonaise gérait et défendait ces domaines. Les serfs étaient quant à eux incités à s'installer dans ces territoires par une exemption temporaire de 20 ans du servage. Bien que la plupart des serfs soient originaires des terres ukrainiennes occidentales, un nombre important de serfs polonais originaires du centre de la Pologne s'installent également sur ces domaines. Ces derniers avaient tendance à s'assimiler à la société ukrainienne et certains d'entre eux prirent même part à certains des soulèvements cosaques antipolonais et antinobiliaires. Les magnats polonais d'Ukraine, tels que les membres des familles Potocki et Żółkiewski, jouaient un rôle politique et social important au sein de la république des Deux Nations — tout comme les magnats autochtones polonisés, à l'instar de la famille Wiśniowiecki. Ceux-ci comptaient parmi les nobles les plus riches de Pologne ; ainsi, le domaine des Wiśniowiecki comprenait-il 38 000 foyers pour une population totale de 230 000 sujets.

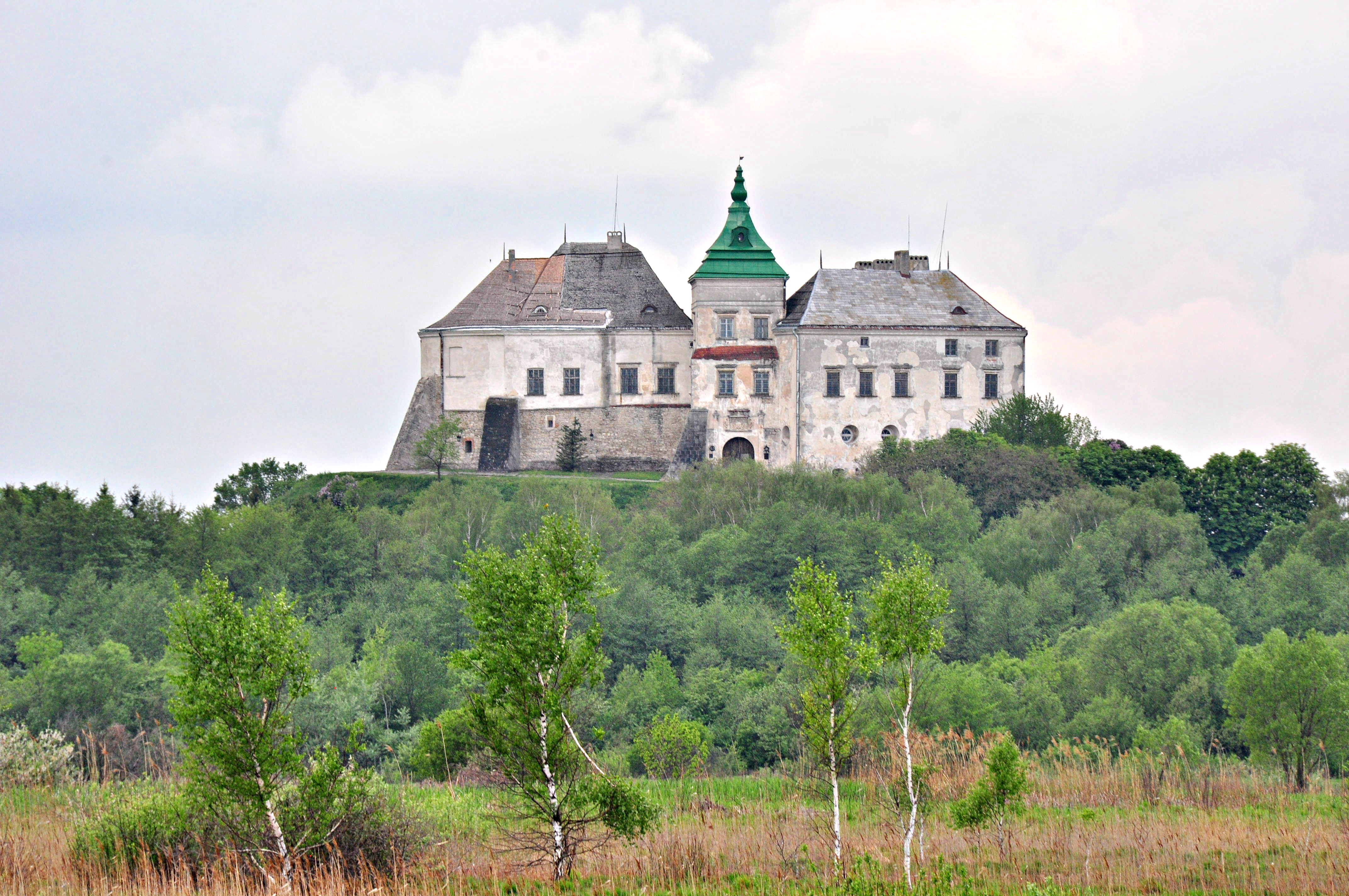
Le roi Jean III Sobieski est né au château d'Olesko, près de Lviv.

La domination polonaise s'est accompagnée de l'expansion des écoles jésuites et de la construction à grande échelle de châteaux et de domaines raffinés comprenant des bibliothèques, des collections d'art et des archives qui, dans de nombreux cas, étaient d'une importance égale à celles de la Pologne elle-même. Parmi les Polonais éminents originaires des terres qui constituent actuellement l'Ukraine, figurent l'historien et poète Józef Bartłomiej Zimorowic, le poète baroque polonais Kasper Twardowski, ou l'évêque catholique et écrivain Andrzej Chryzostom Załuski. Les rois polonais Michał Korybut Wiśniowiecki, Jean III Sobieski et Stanisław Leszczyński sont également nés dans l'actuelle Ukraine occidentale.

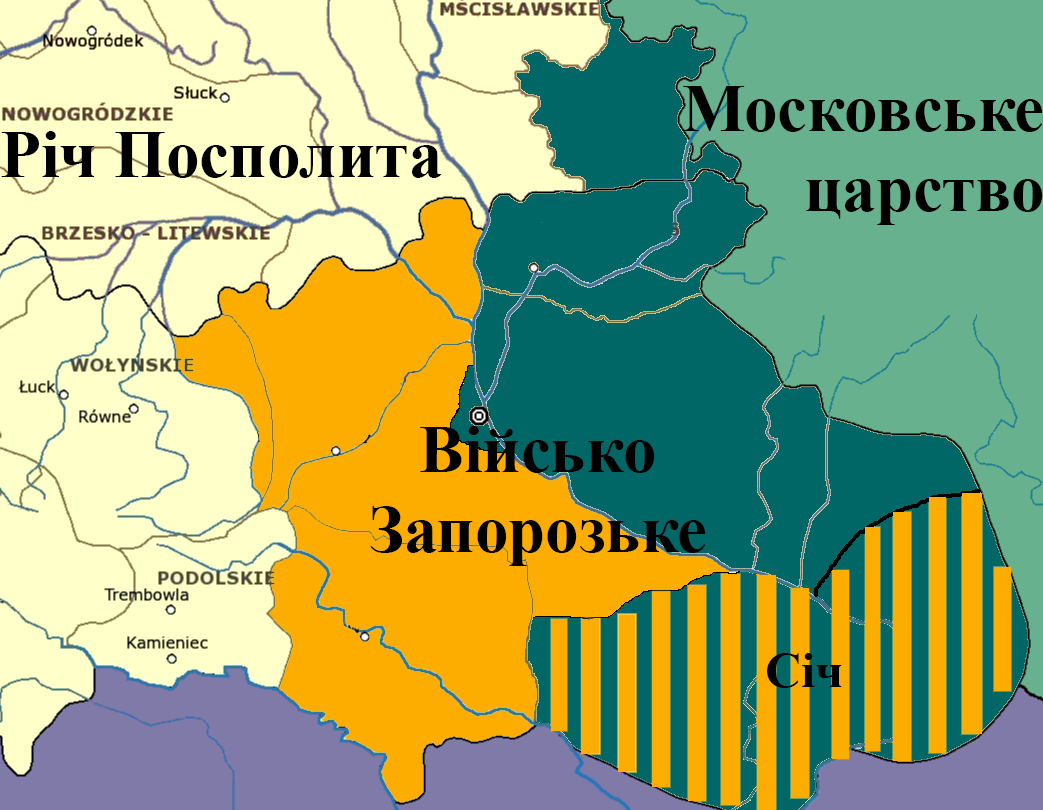
Le partage de l'Ukraine à la trêve d'Androussovo : en orange la partie polonaise, en vert foncé la partie russe, et au milieu (rayures) le condominium russo-polonais de Zaporoguie.

Dans la deuxième moitié du XVIIe siècle, à la suite du soulèvement de Khmelnytsky, les terres ukrainiennes situées à l'est du Dniepr, devinrent brièvement indépendantes,avant de passer sous la tutelle russe. Dans cette région, de nombreux nobles polonais furent expulsés, et l'influence politique polonaise s'en trouva grandement réduite. Les régions situées à l'ouest du fleuve, cependant, continuèrent de faire partie de la Pologne-Lituanie environ 150 ans durant ; aussi, elles restèrent tournées vers la Pologne et firent l'objet d'une colonisation polonaise continue. À la fin du XVIIIe siècle, environ 240 000 habitants des régions de Volhynie, de Podolie et de Kiev, soit 11 % de la population totale, étaient catholiques romains, et pour la plupart ethniquement polonais. La moitié d'entre eux était arrivée au début du XVIIIe siècle.

### Le Hetmanat cosaque
Au milieu du XVIIe siècle, le Hetmanat cosaque, situé à l'est du Dniepr, s'était séparé de la Pologne-Lituanie à la suite du soulèvement de Khmelnitsky ; après une brève période d'indépendance, il passa sous la tutelle de l'Empire russe. Dans cette région, certains Polonais et nobles ukrainiens polonisés qui avaient rejoint les rangs des Cosaques purent demeurer sur place et, dans certains cas, obtinrent même des postes élevés dans l'administration locale. La plupart des nobles polonais furent cependant expulsés et leur influence politique disparut. L'influence polonaise sur la culture ukrainienne locale demeura cependant importante jusqu'au milieu du XVIIIe siècle. La langue polonaise était la langue administrative du Hetmanat, aisi que la langue de commandement de ses forces militaires. Les écoles les plus importantes du Hetmanat, l'Académie de Kiev et le Collège de Tchernihiv, utilisaient le polonais et le latin comme langues d'enseignement. Le polonais était enseigné dans les écoles ; et les villes de Kiev et Chernihiv accueillaient des imprimeries polonaises.

### Des partages de la Pologne à la Première guerre mondiale

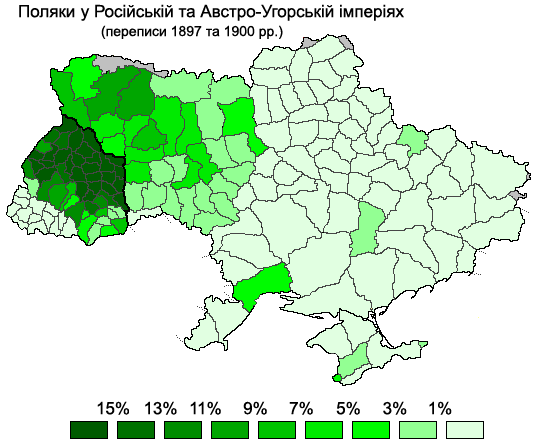
Population polonaise sur le territoire de l'Ukraine actuelle, en 1897.

À la fin du XVIIIe siècle, à la suite des partages de la Pologne, la Russie absorbe les terres situées à l'ouest de Kiev, tandis que l'Autriche annexe la région de la Galicie orientale. Le Hetmanat cosaque est éliminé et ses terres sont entièrement intégrées à l'Empire russe.

#### Situation dans l'Empire russe

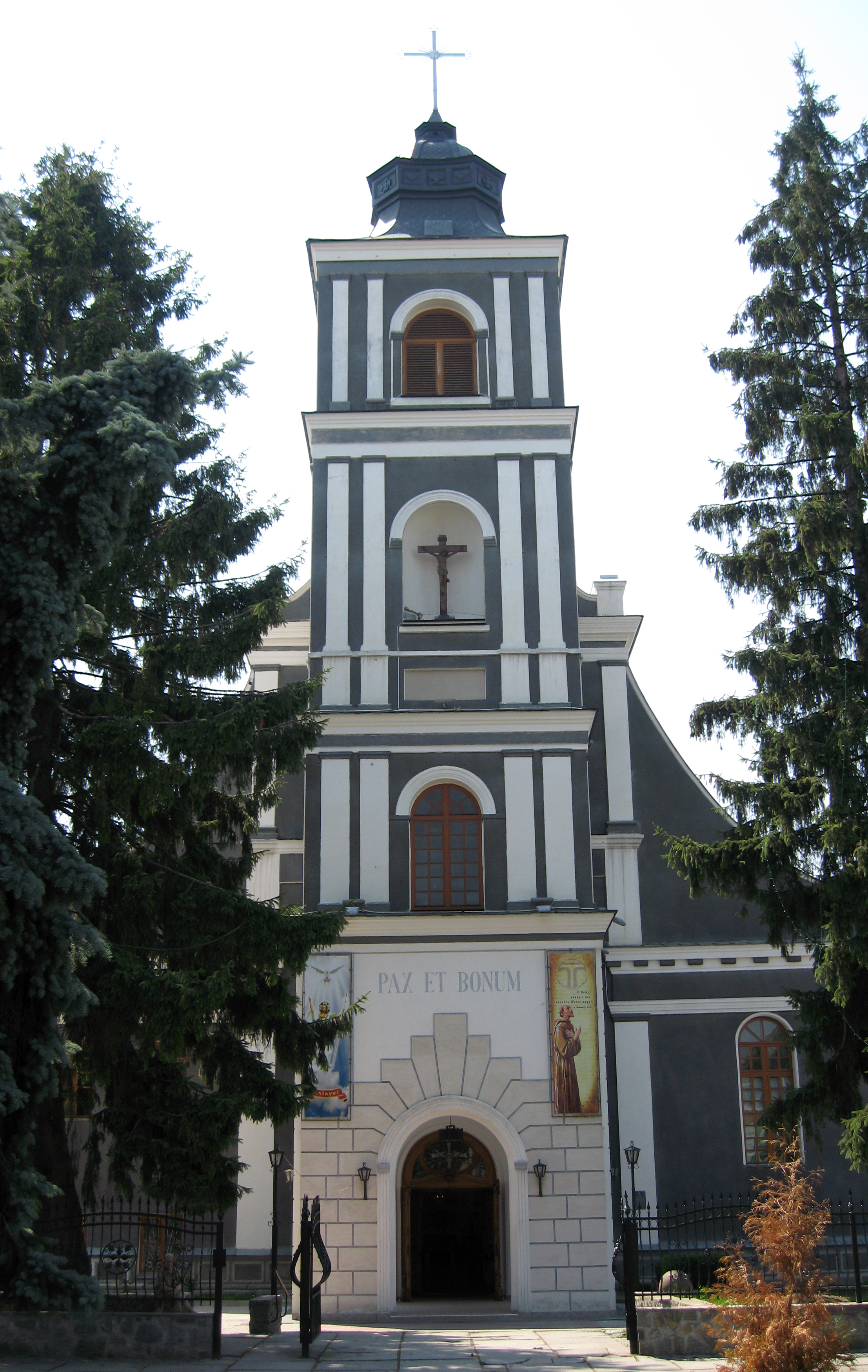
L'église catholique Saint-Jean dans le centre-ville de Jytomyr. Cette ville abrite le troisième plus grand cimetière polonais en dehors de la Pologne.

Lors des partages, environ 10% de la population des territoires annexés par la Russie était polonaise — parmi lesquels de riches magnats possédant de grands domaines, des nobles plus pauvres travaillant comme administrateurs ou soldats, et des paysans. Longtemps après que ces régions aient cessé de faire partie de la Pologne, les Polonais continuèrent d'y jouer un rôle politique et administratif important. Jusqu'à l'échec de l'insurrection polonaise de 1830-1831, le polonais y était demeuré la langue administrative, de l'éducation, de gouvernement, et des tribunaux. En 1812, on comptait plus de 43 000 nobles polonais dans le gouvernement de Kiev, contre seulement environ 1 000 nobles « russes ». Les nobles passaient généralement leurs hivers dans la ville de Kiev, où ils organisaient des bals et des fêtes polonais. Tout au long de la période tsariste, les Polonais exercèrent sur l'Ukraine une influence considérable. Les propriétaires polonais possédaient environ 46% de toutes les propriétés privées en Ukraine de la rive droite. Jusqu'au milieu du XVIIIe siècle, Kiev était de culture polonaise, bien que les Polonais ne représentassent pas plus de 10% de la population de la ville. Dans les années 1830 encore, le polonais était la langue du système éducatif de Kiev et, jusqu'à ce que l'inscription des Polonais à l'université de Kiev soit restreinte dans les années 1860, ceux-ci constituaient la majorité du corps étudiant de cette école. L'annulation par le gouvernement russe de l'autonomie de la ville de Kiev et son placement sous la coupe de bureaucrates nommés depuis Saint-Pétersbourg étaient en grande partie motivés par la crainte d'une insurrection polonaise dans la ville. Les usines et les magasins raffinés de Varsovie avaient des succursales à Kiev. En 1909, 9,8 % de la population de Kiev (soit 44 400 personnes), étaient polonais. Les Polonais de Kiev étaient généralement bien disposés vis-à-vis du mouvement national ukrainien, et certains étaient même membres d'organisations ukrainiennes. Henryk Józewski, un Polonais de Kiev, a ainsi servi dans le gouvernement de la république populaire d'Ukraine sous la direction de son ami Simon Petlioura, avant de devenir gouverneur de la Volhynie sous l'autorité de la Pologne ressuscitée.

##### Assimilation
Sous l'Empire russe, la société polonaise a eu tendance à se stratifier. Les magnats polonais prospérèrent, aux dépens tant des serfs que de la noblesse polonaise plus pauvre qu'ils chassèrent de ses terres. Les riches magnats avaient tendance à s'opposer aux insurrections polonaises, s'identifiaient à leurs pairs (les grands propriétaires russes), et s'installant souvent à Saint-Pétersbourg. Le mouvement indépendantiste polonais dans les terres ukrainiennes tendait donc à être dirigé par des membres de la moyenne et de la petite noblesse, qui formaient des sociétés secrètes dans les endroits où se trouvaient d'importantes populations polonaises, comme à Kiev, Jytomyr et Berdytchiv. À la suite de l'insurrection de 1830, la petite et moyenne noblesse polonaise perdit son statut noble. Ces anciens nobles polonais, légalement réduits au statut de paysans, s'assimilèrent ensuite fréquemment à la langue et à la culture ukrainiennes. Beaucoup de nobles polonais pauvres et ukrainïsés rejoignirent ensuite le mouvement national ukrainien en pleine expansion. Parmi les Polonais de langue ukrainienne originaires de l'empire russe figurent le théoricien politique ukrainien Viacheslav Lipinsky, l'historien et leader du réveil national ukrainien Włodzimierz Antonowicz, et le peintre Kasimir Malevitch.
En raison de l'assimilation, alors même qu'au moment du troisième partage en 1795, 10 % de la population était polonaise, et malgré la migration continue de Polonais du centre de la Pologne vers les terres ukrainiennes, seuls 3 % de la population totale de ces territoires déclaraient encore à la fin du XIXe siècle que le polonais était leur première langue.

#### La situation en Autriche-Hongrie
Environ 21 % de la population du territoire ukrainien annexé par l'Autriche-Hongrie (la Galicie orientale) étaient polonais. En 1890, 68 % d'entre eux étaient paysans, 16 % travaillaient dans l'industrie, 8,5 % dans les transports ou le commerce, et 7,5 % avaient des emplois administratifs ou de services.

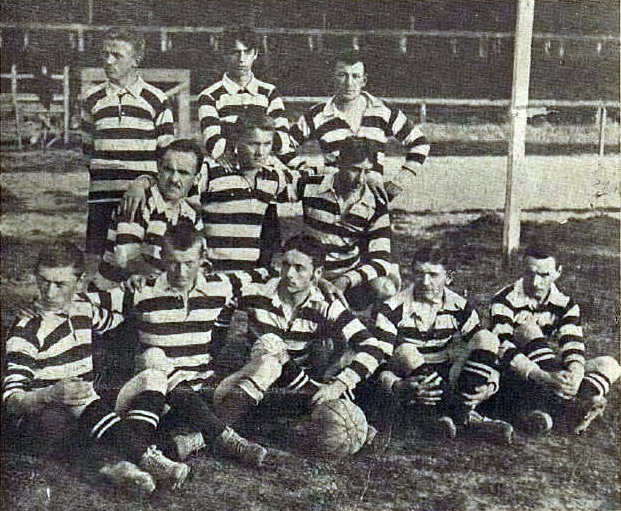
Les premiers clubs de football polonais, Lechia Lwów (photo), Czarni Lwów et Pogoń Lwów, ont tous été fondés et basés à Lwów (Lviv).

Frontière approximative de la Galicie occidentale (en bleu) et de la Galicie orientale (en vert).

Les premières années de la domination autrichienne se caractérisèrent par la mise en œuvre de politiques qui visaient à limiter le contrôle des nobles et des magnats polonais sur la paysannerie ; cependant, ceux-ci parvinrent malgré tout à prendre par la suite le contrôle de la bureaucratie locale et à établir leur contrôle sur la plupart des gouvernements municipaux, ainsi que sur l'assemblée régionale. Ce « gouvernement polonais » de l'ombre encouragea par la suite la colonisation polonaise des terres de Galicie orientale ; en 1890, un tiers des Polonais vivant en Galicie orientale s'y étaient récemment installés depuis les régions occidentales. Environ 35 000 Polonais s'installèrent dans ces territoires entre 1891 et 1900. Entre 1852 et 1912, l'administration locale contrôlée par les Polonais fournit 237 000 hectares de terres aux Polonais venus de Galicie occidentale afin de les encourager à s'installer en Galicie orientale ; dans le même temps, seuls 38 000 hectares de terres furent attribués aux Ukrainiens. Grâce à ces politiques, et malgré la taille plus importante des foyers ukrainiens, le pourcentage de la population d'origine polonaise en Galicie orientale augmenta de manière significative, pour atteindre plus de 25 % en 1910. Sous la domination autrichienne, Lviv (Lwów) devint un centre majeur du renouveau national polonais. La ville abritait l'Ossolineum, qui comprenait la deuxième plus grande collection de livres polonais au monde ; ainsi que l'Académie polonaise des arts, la Société historique polonaise, le Théâtre polonais, et l'Archevêché polonais.
Les Polonais de l'Ukraine sous domination austro-hongroise appartenaient généralement à trois groupes sur le plan politique : les propriétaires terriens conservateurs polonais ; les nationalistes libéraux polonais (les Démocrates nationaux, ou « Endeks ») ; et les groupes socialistes. Seuls les derniers coopéraient avec les Ukrainiens ; tandis que les deux autres groupes étaient extrêmement hostiles aux aspirations politiques ou culturelles ukrainiennes. Ainsi, contrairement à l'Ukraine sous domination russe, où les relations entre Polonais et Ukrainiens étaient amicales et où les Polonais étaient souvent actifs dans le mouvement national ukrainien ; dans l'Ukraine sous domination autrichienne, les relations entre Polonais et Ukrainiens étaient généralement assez antagonistes. Lorsque l'historien ukrainien Mykhaïlo Hrouchevsky quitta Kiev pour s'installer à Lviv en 1894, il fut surpris d'y constater que les Polonais étaient hostiles à la cause ukrainienne.

### La Première guerre mondiale et la Révolution russe

#### Situation dans l'Empire russe
Durant la première guerre mondiale, plus de 40 000 réfugiés polonais fuyant l'avancée des puissances centrales s'installèrent à Kiev. Après la révolution, la principale organisation politique polonaise, le Parti du centre démocratique polonais, soutenait le gouvernement post-révolutionnaire du mouvement national ukrainien, la Rada centrale ukrainienne. L'un des dirigeants du Parti du centre démocratique polonais, Mieczysław Mickiewicz, fut nommé à la tête du Ministère des Affaires polonaises du gouvernement ukrainien. En novembre 1917, un collège universitaire polonais fut créé à Kiev.
L'avancée des armées bolcheviques, la guerre soviéto-polonaise de 1919-1921, et l'incorporation des terres ukrainiennes à l'URSS entraînèrent un exode massif des Polonais, notamment des propriétaires terriens et de l'intelligentsia, de l'Ukraine vers la Pologne. Certains d'entre eux, tel Henryk Józewski, obtinrent des postes importants au sein du gouvernement polonais.

#### Situation en Ukraine occidentale
Après la désintégration de l'Autriche-Hongrie en novembre 1918, les Polonais de Galicie orientale se retrouvèrent citoyens de la toute jeune république populaire d'Ukraine occidentale. Les Polonais ne constituaient que 25 % environ de la population totale du nouvel État (1 351 000 personnes), mais étaient majoritaires dans la capitale du pays, Lviv. En quelques semaines, les Polonais de Lviv se rebellèrent avec succès contre le gouvernement d'Ukraine occidentale. Le reste du territoire sera capturé en juillet 1919 par l'armée polonaise reconstituée, lors d'une offensive de la guerre polono-ukrainienne.

### Après la Première guerre mondiale

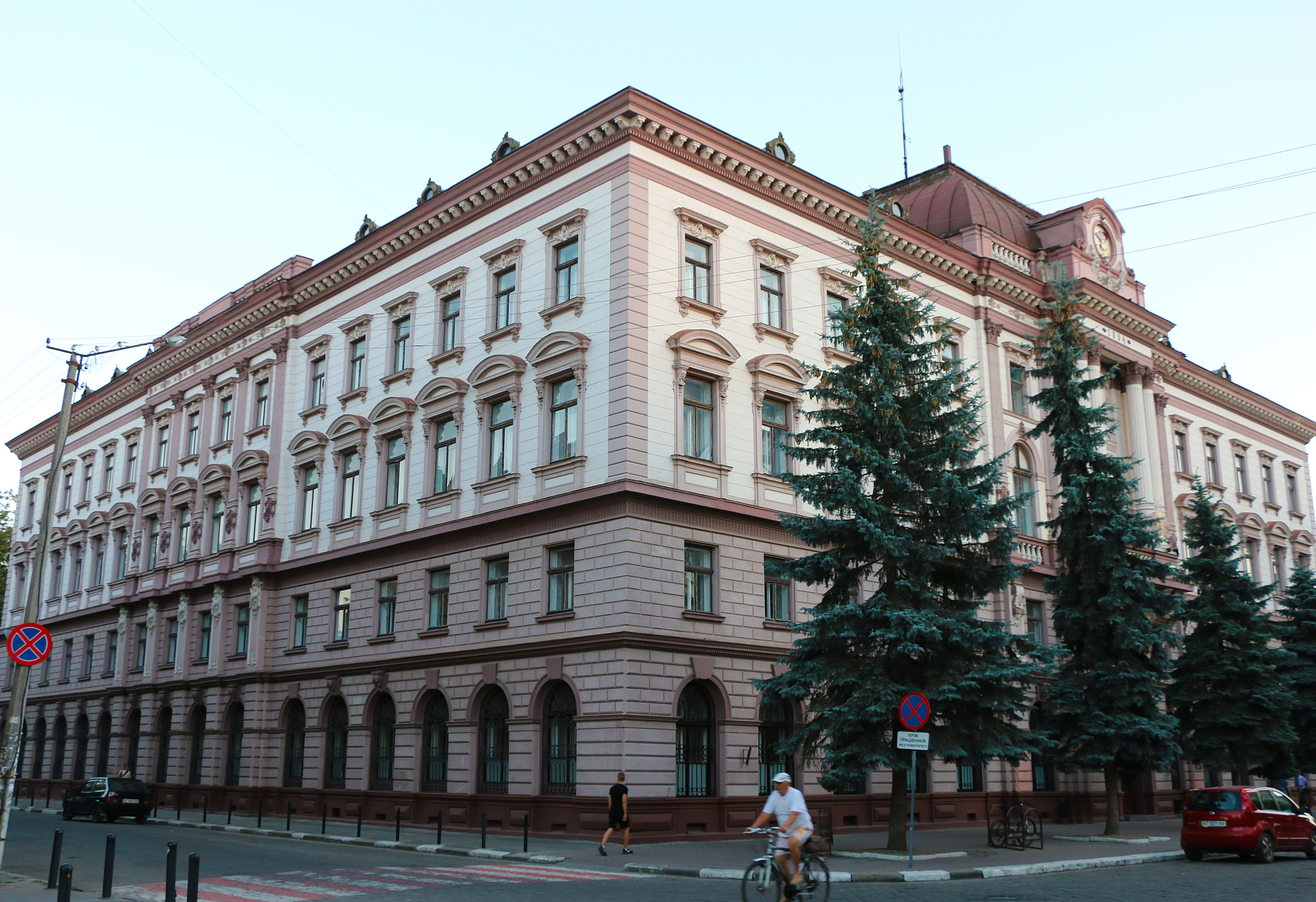
Siège de l'administration de la voïvodie de Stanisławów, ville ukrainienne à l'époque polonaise.

Les terres constituant actuellement l'Ukraine occidentale faisaient partie durant l'entre-deux-guerres de la Deuxième République polonaise. Dans ces territoires, la proportion de Polonais variait entre 17 % (voïvodie de Volhynie) et 58 % (voïvodie de Lwów). Au total, les Polonais habitant l'actuelle Ukraine occidentale représentaient environ 35 % de la population totale, soit environ 3 millions de personnes — un nombre en légère augmentation au cours de cette période, à cause entre autres de la colonisation interne.

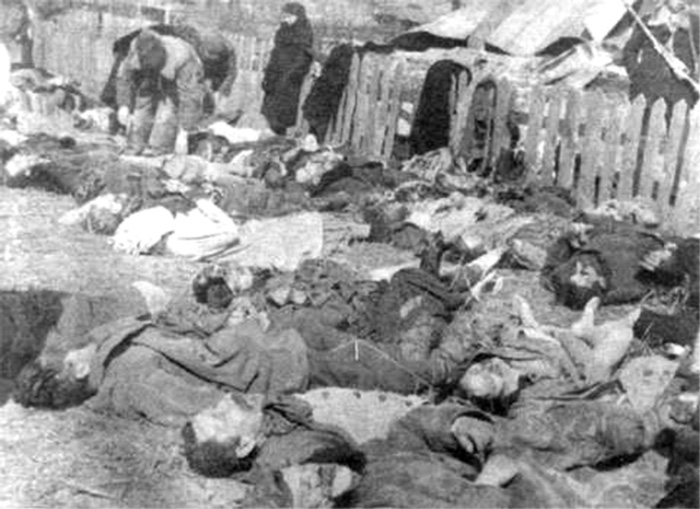
Victimes des massacres de la population polonaise par l'UPA ukrainienne, dans le village volhynien de Lipniki, en 1943.

Cette importante population polonaise en Ukraine a dramatiquement diminué à la fin des années 1930 et dans les années 1940, à la suite de l'occupation soviétique de la Pologne orientale, tant à la suite de la déportation massive des Polonais vers la Sibérie et d'autres régions orientales de l'URSS, que de la campagne de nettoyage ethnique systématique menée par l'Armée insurrectionnelle ukrainienne (UPA). Après la reprise de l'Ukraine par l'Union soviétique, Joseph Staline et Nikita Khrouchtchev menèrent une politique de plus en plus répressive à l'égard des Polonais demeurés en Ukraine, afin de pour les forcer à s'installer en république populaire de Pologne.

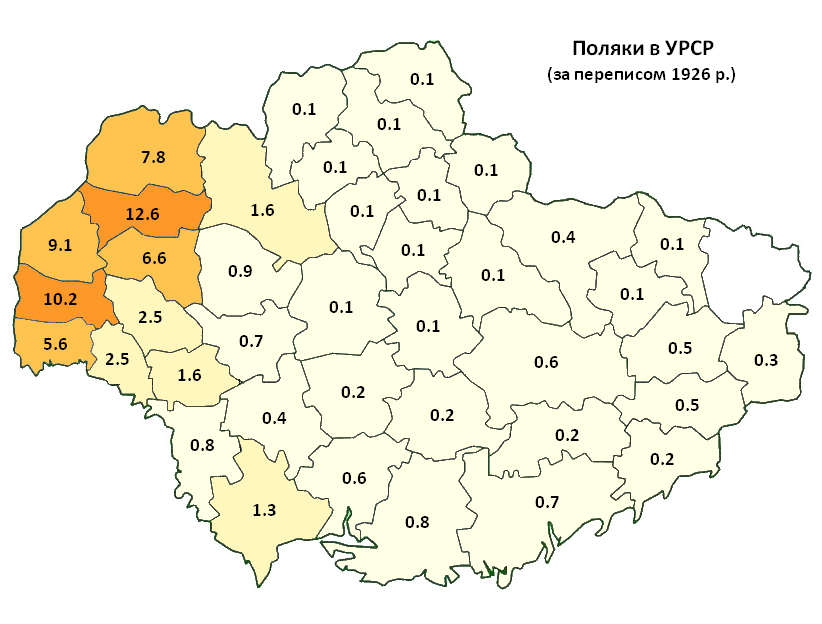
Pourcentage de Polonais en Ukraine soviétique (1926).

En 1926, la RSS d'Ukraine, à l'est du Zbroutch, comptait 476 435 Polonais, soit 1,6 % de sa population totale. Parmi eux, 48,8 % indiquaient avoir l'ukrainien comme langue maternelle. Un district autonome polonais, la Marchlewszczyzna, exista de 1925 à 1936 au sein de l'Ukraine soviétique ; mais il fut dissous et ses habitants polonais assassinés ou déportés au Kazakhstan. En fait, l'ancien district autonome polonais est aujourd'hui le territoire où la concentration de Polonais ethniques en Ukraine est la plus importante. La population de Dovbych, son ancienne capitales, est aujourd'hui encore majoritairement polonaise et catholique.
Au cours de l'opération polonaise du NKVD (1937-8), 55 928 personnes furent arrêtées dans la république socialiste soviétique d'Ukraine ; 47 327 d'entre elles furent fusillées, et 8 601 furent envoyées dans des goulags. Toutes les victimes n'étaient pas polonaises ; cependant, la population polonaise de la RSS d'Ukraine passa après l'« Opération » de 417 613 à 357 710 personnes.
Ce nombre n'a cessé de diminuer au cours du demi-siècle suivant ; les recensements de l'Ukraine soviétique donnent les chiffres suivants pour la population polonaise de la RSS :
- 1959 - 363 000
- 1970 - 295 000
- 1979 - 258 000
- 1989 - 219 000

Ce déclin peut s'expliquer par les politiques successives de soviétisation, lesquelles visaient à détruire la culture polonaise en Ukraine soviétique.
La plupart des Polonais des régions polonaises annexées par l'Union soviétique ayant été déportés en Pologne (principalement dans les territoires recouvrés), il restait en fait relativement peu de Polonais sur les anciens territoires du sud-est de la Seconde République polonaise incorporés à l'Union soviétique.
La majorité des Polonais en Ukraine se sont assimilés à la culture ukrainienne. En 1959, 69 % d'entre eux parlaient la langue ukrainienne, 19 % le polonais et 12 % le russe.

## Situation actuelle

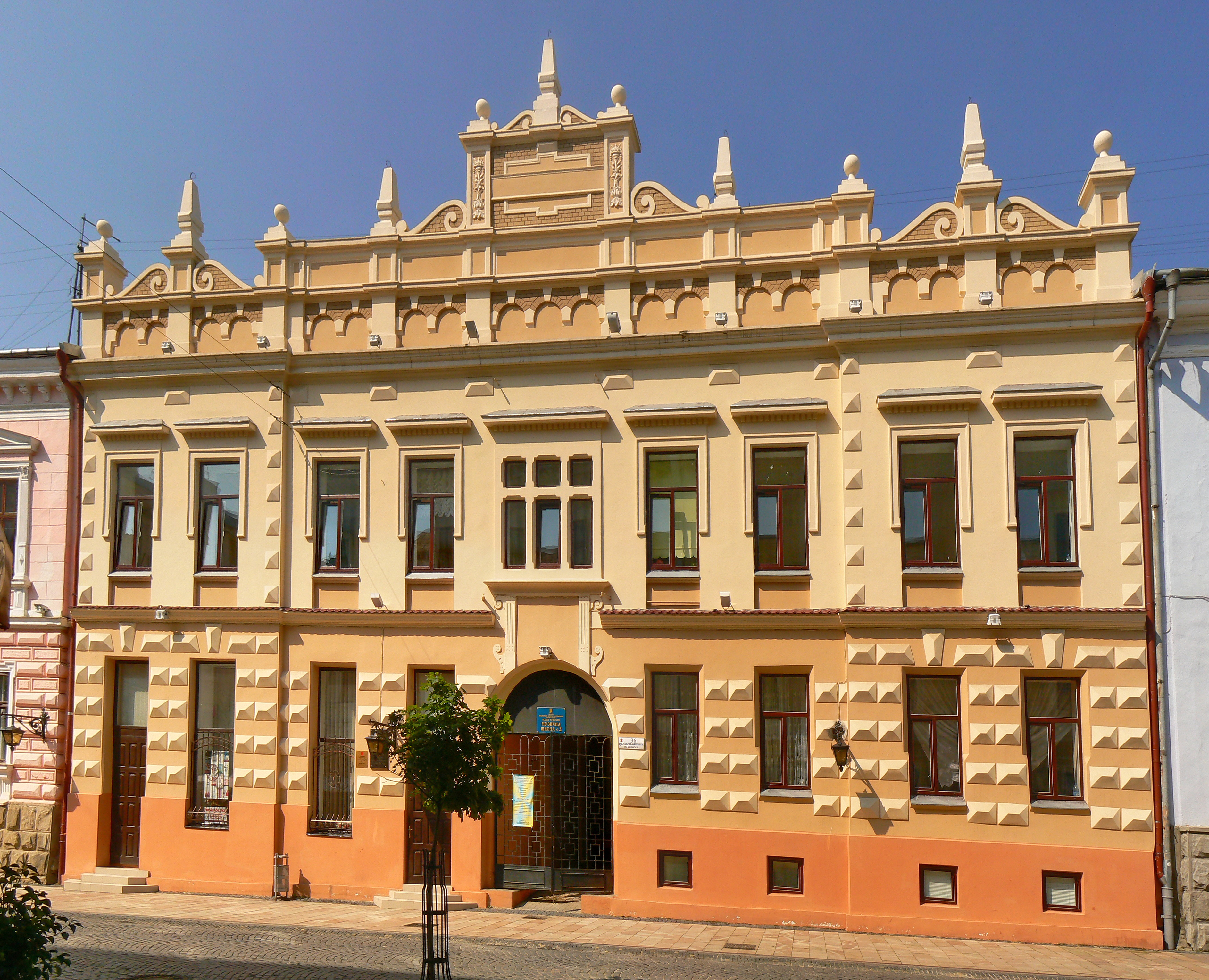
« » à Tchernivtsi.

La situation de la minorité polonaise s'est grandement améliorée depuis que l'Ukraine a retrouvé son indépendance, soit lorsque la politique de soviétisation a pris fin et que diverses organisations non gouvernementales polonaises ont été autorisées à fonctionner. Le 13 octobre 1990, la Pologne et l'Ukraine ont adopté la « Déclaration sur les fondements et les orientations générales du développement des relations polono-ukrainiennes ». L'article 3 de cette déclaration stipule qu'aucun des deux pays n'entretient de revendications territoriales, ni l'encontre de l'autre et n'en formulera à l'avenir. Les deux pays ont promis de respecter les droits des minorités nationales sur leurs territoires respectifs. Cette déclaration réaffirme les liens historiques et ethniques unissant la Pologne et l'Ukraine ; elle contient ainsi une référence à « la parenté ethnique et culturelle des peuples polonais et ukrainien ». En vertu de la « Déclaration des droits des nationalités d'Ukraine » (approuvée le 7 novembre 1991), les Polonais d'Ukraine, en tant que minorités, se sont vu garantir des droits politiques, économiques, sociaux et culturels. La minorité polonaise d'Ukraine était et est toujours un partisan actif de l'indépendance de l'Ukraine ; elle a soutenu Viktor Iouchtchenko contre Viktor Ianoukovitch, pratiquement en bloc, lors des élections contestées de 2004.
Le nombre de Polonais en Ukraine a diminué après l'indépendance de l'Ukraine, avec un total de 144 130 personnes recensées lors du recensement de 2001. La plupart des Polonais qui sont restés en Ukraine étaient et sont concentrés dans l'oblast de Jytomyr (environ 49 000), l'oblast de Khmelnytskyï (environ 20 000) et l'oblast de Lviv (environ 19 000). Cependant, les chiffres officiels du recensement de 2001 sont très controversés, et même remis en question par de nombreuses acteurs ; à l'instar de l'Union des Polonais d'Ukraine, de l'Église catholique romaine d'Ukraine, et même du Consulat général de Pologne à Lviⱱ, qui prétendent tous que le nombre réel de Polonais et de descendants de Polonais vivant en Ukraine s'élèverait à 2 millions de personnes,.